# Менины (придворное звание)

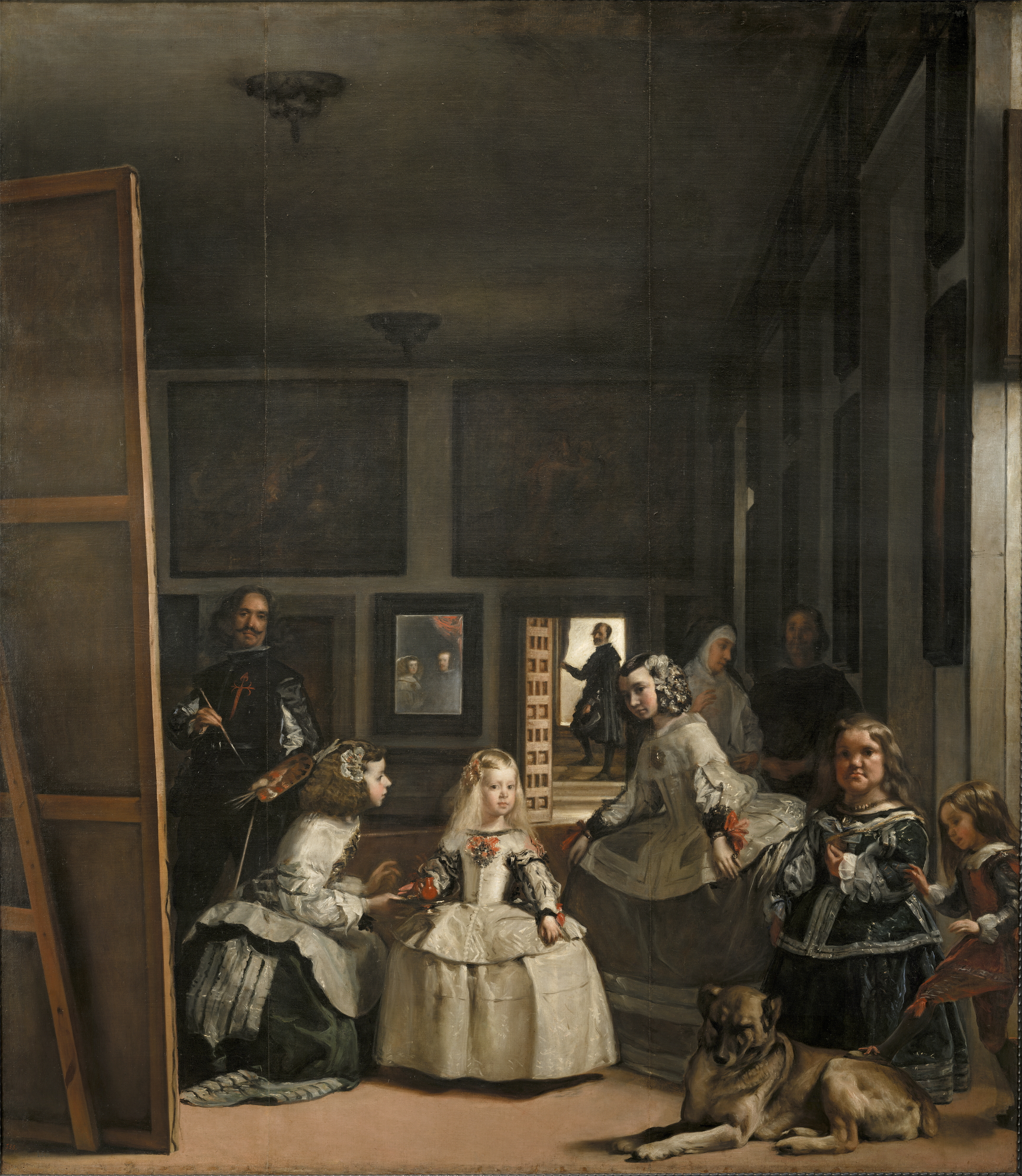
Д.Веласкес «Менины» (1656)

Менин (фр. menin, исп. menino) — в королевских Франции и Испании эпохи Средневековья и Нового времени свита-сопровождение из молодых аристократов при особе наследника (наследницы) престола.
Само слово менины имеет португальское происхождение и в мужском роде звучит как menino, в женском роде как menina — как это озвучено в известном полотне Д. Веласкеса «Менины». Во Франции менины в количестве шести молодых придворных являлись свитой и товарищами для дофина Франции. Именовались также gentilshommes de la manche (джентльмены Его Высочества). Составить компанию лицам королевского происхождения и будущим монархам считалось особой честью, в связи с чем менины подбирались не только высокородными, но и по определённым критериям внешности, ума и сообразительности. Первые менины во Франции появились не позднее 1680 года, при Великом Дофине (1661—1711). В числе менин были и некоторые выдающиеся французские политические деятели, в том числе Филипп де Курсийон, маркиз де Данжо, Жак-Луи де Валон, маркиз де Мимёр, Луи Никола Виктор де Феликс д’Ольере, граф де Мюи и маршал Франции. После Великой Французской революции 1789 года звание менины, как и другие придворные титулы, было отменено. Однако после возвращения к власти династии Бурбонов Людовик (1775—1844), дофин Франции с 1824 года в годы правления короля Карла X, имел свиту из менин, среди которых был и Райнульф, маркиз д’Осман.
В Испании менины известны ещё с XIII столетия, когда кастильский король Фернандо III поручает своему гофмейстеру (Ayo) создать из них сопровождение для наследника престола, в будущем короля Альфонсо X. Позднее в своих трудах (Historia Genealógica de la Casa de Lara) сообщает о менинах при будущей супруге императора Карла V, принцессе Изабелле Португальской испанский историк и специалист по генеалогии XV—XVIII столетий Луис де Салазар. Институт менин сохранялся при испанском королевском дворе вплоть до конца XVIII века.